# Рог Філіпс

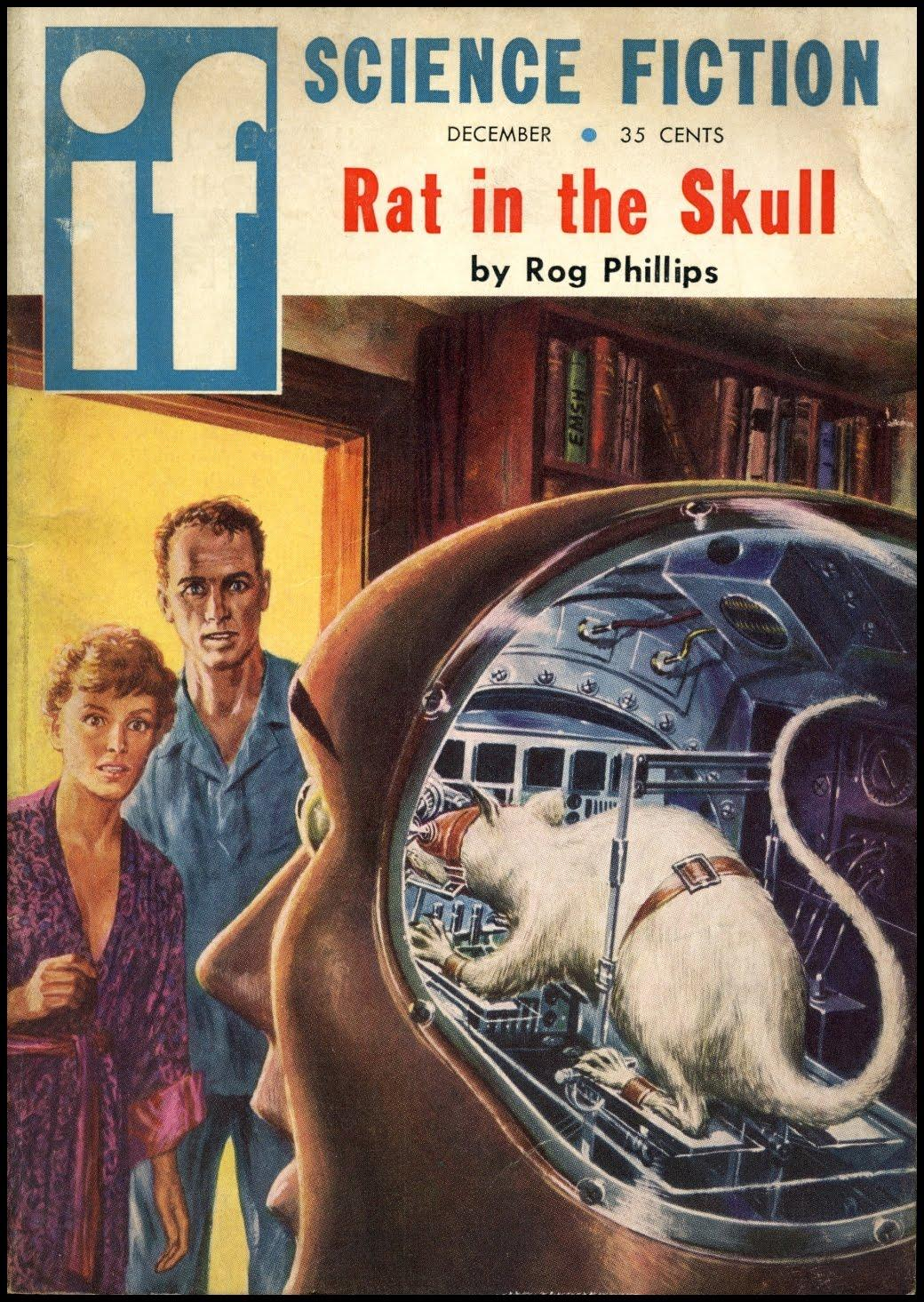
«Щур у черепі» Філліпса, номінований на премію Г’юго, був обкладинкою журналу If за грудень 1958 року.

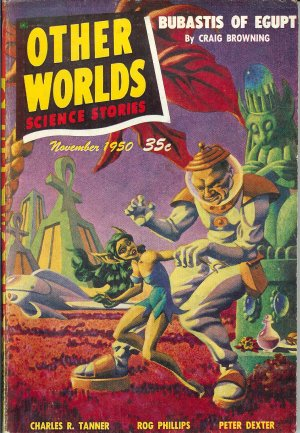
Повість Філліпса «Бубаст з Єгипту», в якій використано його авторство «Крейг Браунінг», була обкладинкою грудневого випуску «Історій науки інших світів » за грудень 1950 року, проілюстрованого Ханнесом Боком.

Роджер Філліп Ґрем (20 лютого 1909 — 2 березня 1966) — американський письменник-фантаст, який найчастіше публікувався під ім'ям Рог Філліпс, але використовував і інші імена. З інших його псевдонімів лише Крейг Браунінг помітний у цьому жанрі. Його найбільше асоціюють із «Дивовижними історіями» та найбільше він відомий завдяки короткій художній прозі. У 1959 році одну з його повістей було номіновано на Премія «Г'юго» за найкращу коротку повість.

## Життєпис
Роджер Філіп Ґрем був людиною з багатьма іменами. У нього було двадцять псевдонімів, серед яких: Клінтон Еймс, Дрю Еймс, Роберт Арнетт, Франклін Бал, Олександр Блейд, Крейг Браунінг, Грегг Конрад, П. Ф. Костелло, Санандана Кумара, Чарльз Лі, Чарльз Манн, Мілтон Манн, Інес Макгоуен, Мелва Роджерс, Честер Рупперт, Вільям Картер Сотелл, А. Р. Стебер, Джеральд Венс, Джон Х. Вайлі та Пітер Ворт.
Роджер Філіп Ґрем народився в Спокані, штат Вашингтон, 20 лютого 1909 року. Зростаючи під час Великої депресії, Рог познайомився з подорожжю, яка поклала початок його роману зі Сполученими Штатами. Його батько, Джон Альфред Ґрем, ветеран іспано-американської війни, роз'їжджав із сім'єю по країні в пошуках роботи. Попри це, Рог здобув гарну освіту. Наприклад, на другому курсі він навчався в середній школі Kingfisher у Талсі, штат Оклахома. Але в 1931 році він повернувся в Спокан, щоб відвідувати та закінчувати  університет Гонзага. Він також навчався в Університеті Вашингтона в Сіетлі.
Ґрем був інженером електростанції до початку Другої світової війни, коли він став зварювальником на верфі. На цьому етапі свого життя він також був портовим робітником. Після війни Рог став постійним письменником і написав близько трьох мільйонів слів, використовуючи безліч різних псевдонімів.
8 жовтня 1938 року, у віці двадцяти дев'яти років, Рог одружився з Елеонор Корою Сміт. Вони жили разом у Кіркленді, штат Вашингтон, з котом і собакою, «навченими робити трюки», і він хвилювався «про термітів, які [з'їдали] фундаменти його будинку». Подружжя було сусідами по сусідству з Джеком і Дот де Курсі (парою, яка також стане науковою фантастикою). У 1946 році Рог розлучився з Елеонор.

## Клубний будинок
Першою опублікованою роботою Ґрема була детективна історія Чарльза Манна «Записка про вбивство», яка з'явилася в зимовому випуску «Детектива в масці» 1943 року. Однак саме редактор Емейзін сторіз, Реймонд А. Палмер, розпочав кар'єру наукової фантастики Рога з авансу в 500 доларів у 1945 році за його перше оповідання «Let Freedom Ring!» Грем переїхав до Еванстона, штат Іллінойс, щоб бути поруч із Палмером і заступником редактора Вільяма Гемліна.
У відповідь на падіння продажів через Шейвер містері хоукс (Shaver Mystery Hoax) Палмер у березні 1948 року започаткував колонку новин та оглядів фанатських журналів у Емейзін сторіз. Під назвою The Club House це був новаторський серіал, який об’єднав усю спільноту в потрібний час. Під керівництвом Рога Філіпса, нині офіційного штатного оглядача Ziff Davis, з належним чуттям у своїх редакційних статтях він одноосібно створив фанати наукової фантастики, як це зараз відомо, під час наступних 57 появ.
У цей період з 1946 по 1953 роки Рог пережив вершину свого успіху. Його робота набирала обертів. Дональд Г. Так у своїй біографії/бібліографії, The Encyclopedia of Science Fiction and Fantasy, Vol. 2: Who's Who, MZ ( Advent: Publishers, Chicago, 1978), Рога Філіпса, містить кілька цікавих історій, зокрема «Атомна війна» ( Емейзін сторіз, травень 1946); «Так будеш жати!» (Емейзін сторіз, серпень 1947); «M'Bong-Ah» (Емейзін сторіз, лютий 1949); «Кіберена» (Імаджинейшн, грудень 1953).
Немає сумніву, що серед його найкращих творів у цей ранній період були шість оповідань із серії «Лівша Бейкер»: «Squeeze Play» (Емейзін сторіз, листопад 1947); «The Immortal Menace» (Amazing Stories, лютий 1949); «The Immortal Menace» (Емейзін сторіз, лютий 1949); «Божевільний робот» («Фантастичні пригоди», листопад 1949); «Ось так» (щоквартальний журнал «Fantastic Story», листопад 1952); «Лівша Бейкерська психіка» («Фантастичні казки», січень 1958); «...Але хто знає Хуера чи Хуена?» ( <i id="mwWA">Фантастика</i>, листопад 1961). Після прочитання кожного з них читач може сказати, що Рогу було весело їх писати. Кожна історія Лефті Бейкера сповнена його дотепністю та особливо винятковим почуттям гумору.
Його оригінальний роман «Пастка часу», опублікована Century Pocket Books у 1949 році (№116), була названа однією з перших, якщо не першою оригінальною науково-фантастичною книгою в м’якій обкладинці, яка коли-небудь була надрукована, тому що вона була першою, надрукованою масово розмір ринкової стійки. Century Books слідом за Time Trap опублікували Worlds Within (#124, 1950) і World of If (як Merit Books, #B-13, 1951). Видавництво Century/Merit Books викликало певний інтерес до сумнозвісної операції Чиказької натовпу (організованої злочинності). Організована злочинність відігравала і продовжує відігравати важливу роль у видавничій діяльності в цю епоху, здебільшого завдяки майже повному контролю над розповсюдженням у Сполучених Штатах.
У вівторок, 24 жовтня 1951 року, Ґрем одружився з Марі Вулф у сільській церкві міста Чикаго. Як весільний подарунок видавець Вільям Хемлінг найняв Марі Вольф для написання колонки, ідентичної The Club House, Fandora's Box, для його новонародженого журналу наукової фантастики <i id="mwZw">Imagination</i>. У 1955 році Ґрем розлучився з Марі.

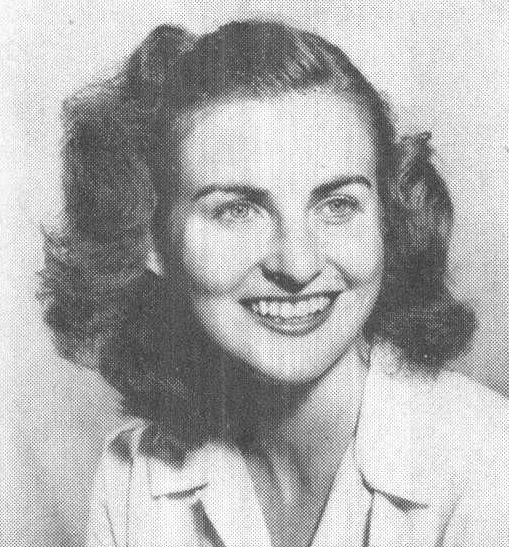
Марі Вовк

Вершиною першої половини його науково-фантастичної кар’єри став липень 1952 року, коли він з гордістю оголосив у The Club House, що Мелвін Коршак із видавництва «Шаста» збирається опублікувати його книгу Frontiers in the Sky. Шаста ніколи не робив. Невдовзі Шаста потрапила в грандіозний скандал, коли не заплатила Філіпу Хосе Фармеру за перемогу в письменницькому конкурсі, коли той подав рукопис для роману, який згодом став першим у відзначеній нагородами серії «Річковий світ» У свої зруйновані тіла поверніться. Як наслідок, Шаста відмовився. Але не раніше, ніж згадка про майбутню книгу Рога з’явилася у анотації на звороті пилової обкладинки для This Island Earth Реймонда Ф. Джоунза, ще однієї назви Шасти.
Кар'єра Філіпса так і не відновилася так, як того заслуговувала. Якби Шаста опублікував свою книгу, його пам’ять і спадок були б забезпечені. Майже всі книги, які вони надрукували, за ці роки стали основними предметами колекціонування, і ім’я Рога було б на першому місці.
Ґрем працював у компанії Ziff Davis, заробляючи 1000 доларів на місяць, коли новий редактор Говард Браун прийшов у свої руки, і Ґрем був поруч, коли вони найняли нового копіювача, Френка М. Робінсона, який згодом став великим науковим фантастом. письменник сам по собі.
Останнього удару було завдано, коли Зіфф Дейвіс переніс свою штаб-квартиру до Нью-Йорка. Отже, після 57 появ The Club House зробив свій останній дебют у випуску за березень 1953 року, і, за винятком появи ще однієї історії пізніше того ж року, так само зробив і Рог. Написавши до трьох історій, Рог більше не з’являвся в Емейзін сторіз протягом наступних чотирьох років. Лише коли редактор  Пол В. Фейрмен перебрав кермо управління Емейзін сторіз опублікував ще вісім історій під час піку кар’єри Рога в 1957-1959 роках. Схоже, що редактор Говард Браун  нарешті домігся свого, коли його підвищили й захопив контроль над журналом, звільнивши Рога, як він часто погрожував зробити, і використавши заощаджені гроші, щоб замінити його вже в наступному номері оповіданням Роберта Е. Гайнлайна, повість «Проект Кошмар».
Після багаторічної перерви наступна поява колонки The Club House відбулася в липневому номері Юнівьорс сайнс фікшн за 1954 рік, ще одній публікації Рея Палмера. Через п’ять появ все закінчилося, коли Всесвіт згорнувся в березні 1955 року. Але інша публікація Палмера, Other Worlds Science Stories, була там, щоб підхопити колонку.
П’ять разів з’являвся в журналі «Історії науки про інші світи» з травня 1955 по квітень 1956 року, і обидва були неіснуючими. Випадково видання Гемліна вело таку ж рубрику «Скринька Фандори», яку вела Марі Вольф, дружина Рога. Він виходив з квітня 1956 року до червня 1956 року, рівно один номер, який проходив раз на два місяці після того, як журнал Other Worlds Science Stories Other Worlds Science Stories був закритий. Колона закінчилася, як і їхній шлюб, майже одночасно.
У зв’язку з дедалі меншим визнанням його белетристики Рог почав писати серію регулярних статей для журналу «Містик », ще одного видання Палмера, з такими філософськими статтями, як «У пошуках еліксиру життя» Дрю Еймса.
У 1957 році Грем знову одружився з Ханою Вуд. І як член фан-групи Outlander, Грем став директором програми Вестеркону 1958 року. Хані Вуд входила до комітету з планування, допомагаючи Ріку Снірі з бухгалтерією. Солакон: Південно-Лос-Анджелеська конвенція; офіційна назва Шістнадцятої Всесвітньої конвенції наукової фантастики, також називається 11-й Вестеркон) був організований і керований Outlanders, відомим клубом шанувальників наукової фантастики Західного узбережжя, який прагнув провести конвенцію разом із майже десятирічна кампанія, розкручена як "Південні ворота в 58!" Грем виготовив трофеї премії Х'юго на 1958 рік 
Саме в цей час Ґрем знову став лідером наукової фантастики з такими відомими оповіданнями, як: «Game Preserve» (If, жовтень 1957), який можна знайти в «SF '58» Джудіт Мерріл: найкраща наукова фантастика року та Фентезі (SF '58: The Year's Greatest Science Fiction and Fantasy, Gnome Press, 1958) і «The Yellow Pill» (Astounding, жовтень 1958), які можна знайти в передрукованій книзі Джудіт Мерріл SF '59: The Year’s Greatest Science Fiction and Fantasy (SF '59: The Year's Greatest Science Fiction and Fantasy, Gnome Press, 1959). Проте, здається, що ці історії були затьмарені його психологічним трилером, менш відомим, але не менш блискучим «Щур у черепі» (If, грудень 1958), який отримав заслужену номінацію на премію Х’юго. Наприкінці своєї кар’єри Грем тільки починав отримувати визнання, на яке так заслужив його праця.
Лише справжній романтик, такий як Грем, міг по-справжньому оцінити, що його лебедина пісня була незадовго до завершення його надто короткої кар’єри. Його перший і єдиний роман у твердій палітурці, Безмертні проти волі (англ. «The Involuntary Immortal»), доповнений романом  (Фантастичні пригоди, грудень 1949), був опублікований Avalon у 1959 році лише за кілька років до того, як він почав надто хворіти, щоб надалі продовжувати писати.

## Останні роки
До його смерті в 1966 році з’явилося лише кілька оригінальних оповідань, загалом сім, усі вони були в різних жанрах, детектив/містика, усі на сторінках.Журнал містерії Альфреда Гічкока.
Незважаючи на те, що Грем був явно хворий, він продовжував займатися своїм першим коханням, фанатами, скільки міг. Остання офіційна поява на публіці почесним гостем була на Вестеркон XIII у Бойсі, штат Айдахо, 3–5 липня 1960 року.
Роджер Філіп Грем помер 2 березня 1966 року від серцевих ускладнень у віці 56 років. Він перебував під наглядом лікаря протягом останніх шести років свого життя, і йому була призначена операція на серці для заміни дефектного клапана. Після госпіталізації на передопераційний період наприкінці лютого 1966 року його помістили в реанімацію після того, як він увійшов у кому. Він так і не одужав.

### Романи
- Так пожнете ви (англ. «So Shall Ye Reap», 1947)
- Пастка часу (англ. «Time Trap», 1949)
- Безмертні проти волі (англ. «The Involuntary Immortal», 1949)
- Світ Якщо (англ. «World of If», 1951)
- Світи всередині (англ. «Worlds Within», 1951)
- Це — мої діти (англ. «These Are My Children», 1952)

### Фантастичні твори короткої форми
Майже повний перелік творів фантастики Роджера Філліпа Грема можна знайти на вебсайті Internet Speculative Fiction Database.
Далі наведено короткий перелік деяких його найвідоміших творів із 205 оповідань, які він написав. А також 19 ранніх перевидань, 20 статей, 1 цитування, щонайменше 8 статей у фанзині, 67 колонок The Club House, 3 книжки в м’якій обкладинці та 1 тверда обкладинка.
- Хай дзвонить Свобода! , Дивовижні історії (грудень 1945)
- Атомна війна, Amazing Stories (травень 1946)
- Мутанти, Дивовижні історії (липень 1946)
- Битва богів, Дивовижні історії (вересень 1946)
- Дім, Дивовижні історії (лютий 1947)
- Так будеш жати! , Дивовижні історії (серпень 1947)
- Зореліт з Сіріуса, Amazing Stories (серпень 1948)
- Кубічний корінь завоювання, Дивовижні історії (жовтень 1948)
- Тіллі, Дивовижні історії (грудень 1948)
- Бездумний руйнівник, Дивовижні історії (грудень 1948)
- Немислиме, Amazing Stories (квітень 1949)
- Бубаст з Єгипту, Наукові історії інших світів (грудень 1950 р.)
- Старі марсіани, якщо світи наукової фантастики (березень 1952)
- З цього темного розуму, фантастика (листопад–грудень 1953)
- Ви, маловіри, If Worlds of Science Fiction (січень 1953)
- Жовта пигулка, Astounding (жовтень 1958)
- Щур в черепі, If Worlds of Science Fiction (грудень 1958)
- Галерея, Amazing Stories (січень 1959)

## Нефантастичні твори
- Записка про вбивство. як Чарльз Манн, Детектив у масці (зима 1943)
- Рамка для ФРС, FBI Detective Stories (червень 1950)
- Мріяти про вбивство, відомі детективи (лютий 1954)
- Портрет дружини художника, як Інес Макговен, Ladies' Home Journal (квітень 1958)
- Справа гоміциду, Keyhole Mystery Magazine (червень 1960)
- Хороша звукова терапія, Майк Шейн Mystery Magazine (жовтень 1960)
- The Full Treatment, Mystery Magazine Альфреда Хічкока (січень 1961)
- The Egg Head, Mystery Magazine Альфреда Хічкока (серпень 1961)
- Перший прийшов, перший обслужений, Таємничий журнал Альфреда Хічкока (жовтень 1962 р.)
- Корпорація «Справедливість», Mystery Magazine Альфреда Хічкока (січень 1963)
- Досвід корисний, Mystery Magazine Альфреда Хічкока (березень 1964)
- Спадщина офісу, Mystery Magazine Альфреда Хічкока (червень 1964)
- Гіпотетичний підпалювач, Mystery Magazine Альфреда Хічкока (грудень 1965)

## Безкоштовні роботи
- Галерея
- Немислиме

## Збірки
- Клубний будинок Рога Філіпса - Містить усі 67 виступів The Club House, - за редакцією та зі вступом: Ерл Террі Кемп ISBN 9781482635546 - 113 сторінок
- Найкраще з Рога Філіпса, том II
- Найкраще з Рога Філіпса, том II
- Найкраще з Рога Філіпса, том III -181 сторінка
- Енциклопедія наукової фантастики, сторінка 928.